# الزاهر (البيضاء)

تعديل مصدري - تعديل

الزاهر هي إحدى مدن محافظة البيضاء اليمنية. بلغ تعداد سكانها 1472 نسمة حسب التعداد السكاني في اليمن لعام 2004.